# Микшино (Ярославская область)
Микшино — упразднённая деревня в Ивняковском сельском поселении Ярославского района Ярославской области России. Исключена из учётных данных в 2023 году.

## География
Деревня расположена в окружении сельскохозяйственных полей. На западе граничит с деревней Городищи, на юге — с коттеджными посёлками «Спасские Дачи» и «Городищи Лайф».

## История
В 2006 году деревня вошла в состав Ивняковского сельского поселения образованного в результате слияния Ивняковского и Бекреневского сельсоветов.

## Население
| 2007 | 2010 |
| ---- | ---- |
| 0    | ↗1   |

### Историческая численность населения
По состоянию на 1859 год в деревне было 4 домов и проживало 11 человек.
По состоянию на 1989 год в деревне не было постоянного населения.

### Национальный и гендерный состав
Согласно результатам переписи 2010 года население составляет 1 мужчина.

## Инфраструктура
Основа экономики — личное подсобное хозяйство. По состоянию на 2021 год большинство домов используется жителями для постоянного проживания и проживания в летний период. Вода добывается жителями из личных колодцев.
Почтовое отделение №150508, расположенное в селе Сарафоново, на март 2022 года не обслуживает ни одного дома.
Имеется крестьянское хозяйство Елена.

## Транспорт
Поповка расположена в 1,4 км от автодороги Р132 Р-132 «Золотое кольцо». До деревни идёт грунтовая дорога.